# Refuge de la Pierre à Bérard
Le refuge de la Pierre à Bérard est un refuge de montagne de France situé en Haute-Savoie, au-dessus de Vallorcine. Baigné par l'Eau de Bérard, en limite des massifs du Giffre et des aiguilles Rouges, à l'entrée de la petite réserve naturelle nationale du Vallon de Bérard, il est logé au creux d'un petit cirque, adossé à un rocher monumental qui lui a donné son nom. Il est accessible par le sentier de grande randonnée de pays Tour du Pays du Mont-Blanc et dispose de 40 couchages en période estivale.

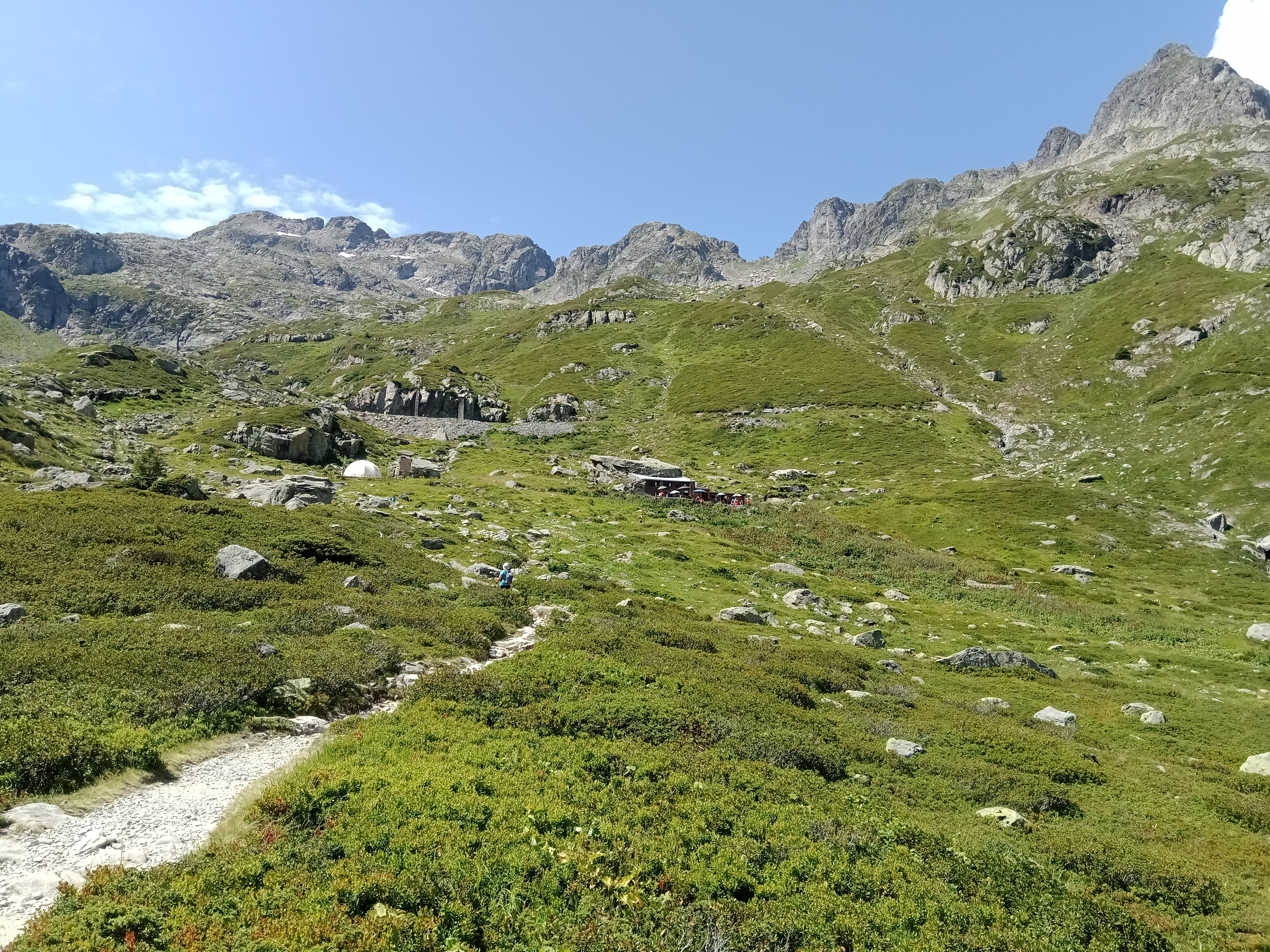
Le refuge en arrivant depuis le vallon au nord-est.
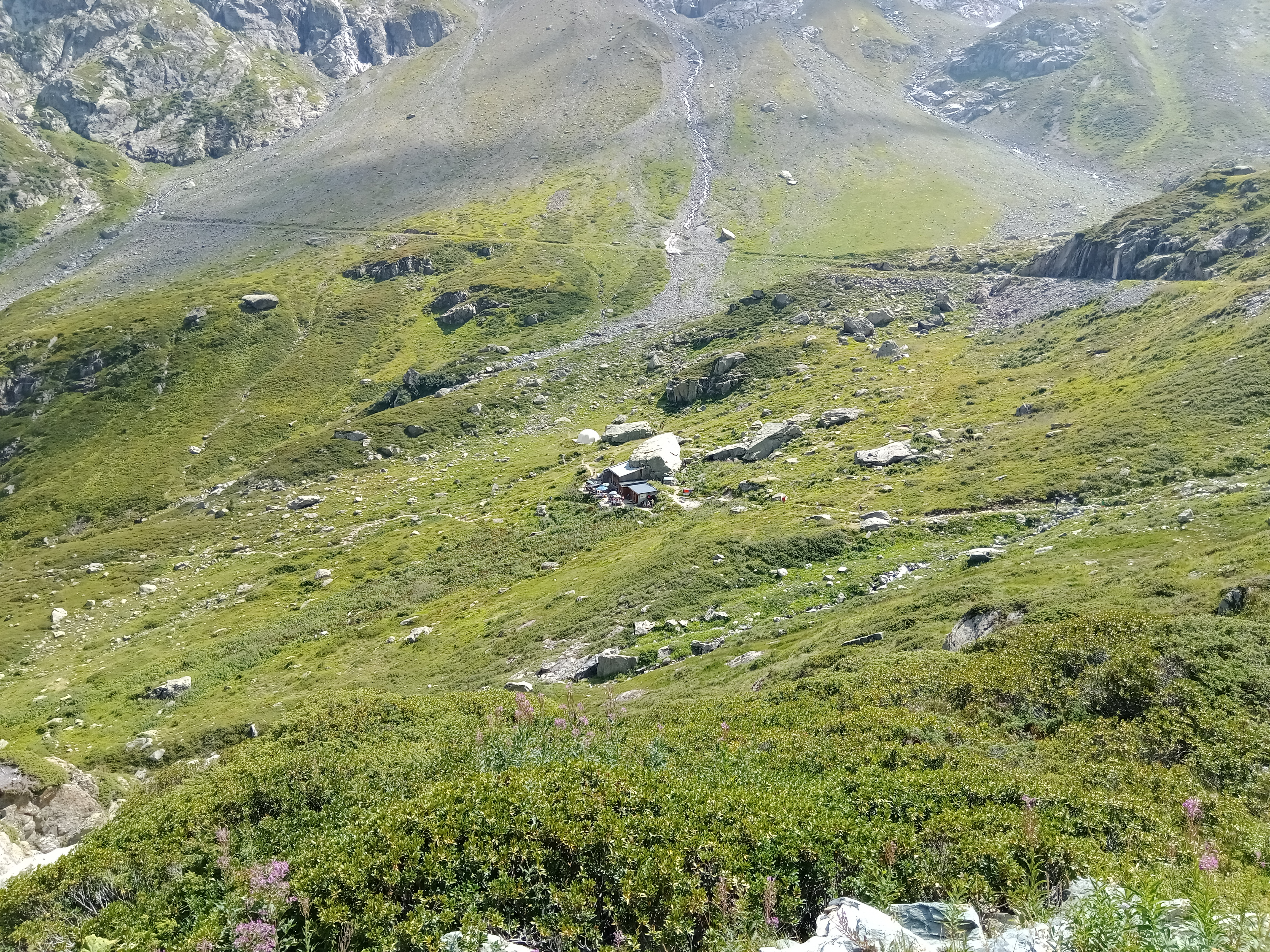
Le refuge depuis le nord-ouest.
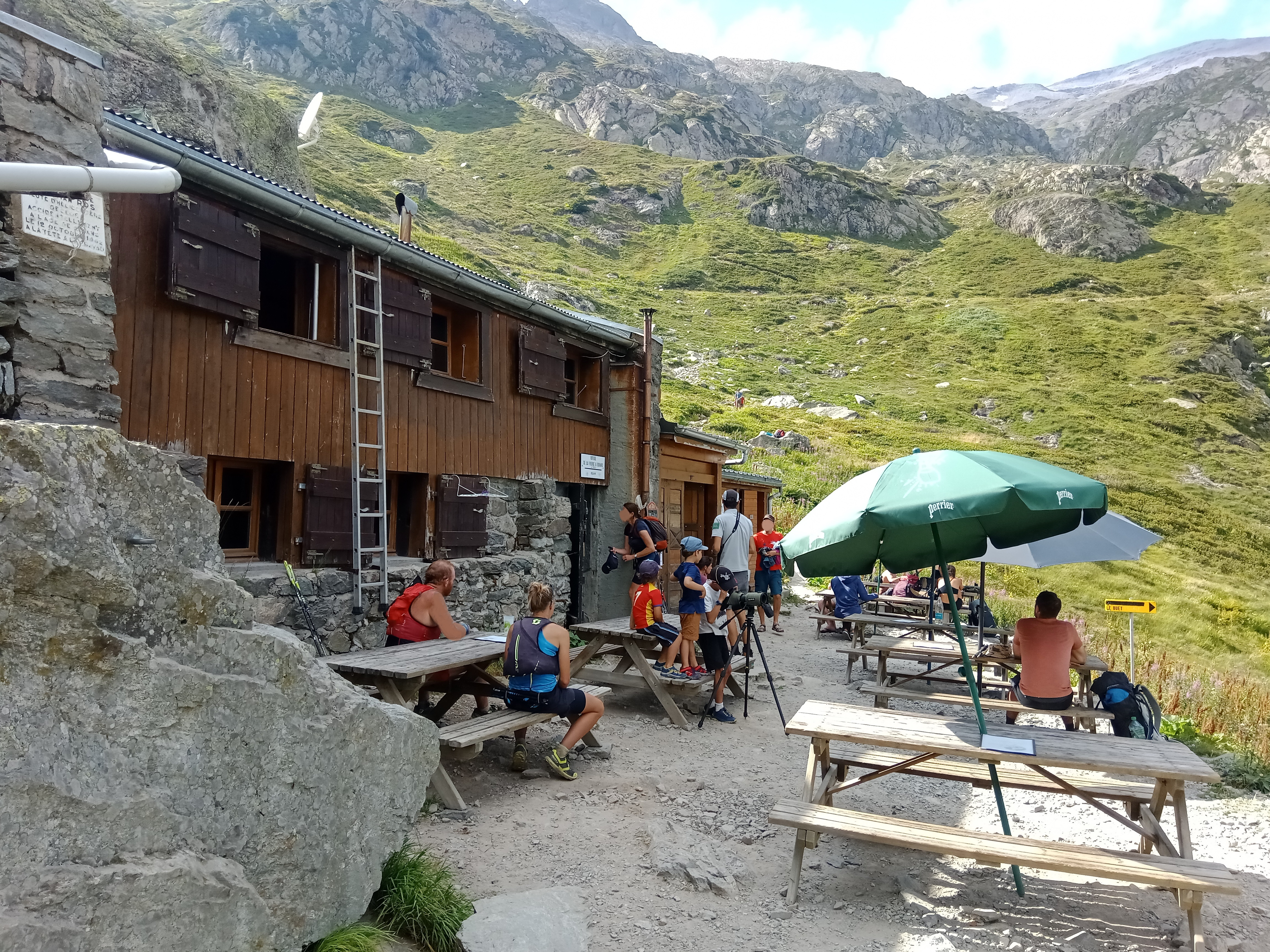
La terrasse du refuge dominé par le mont Buet.
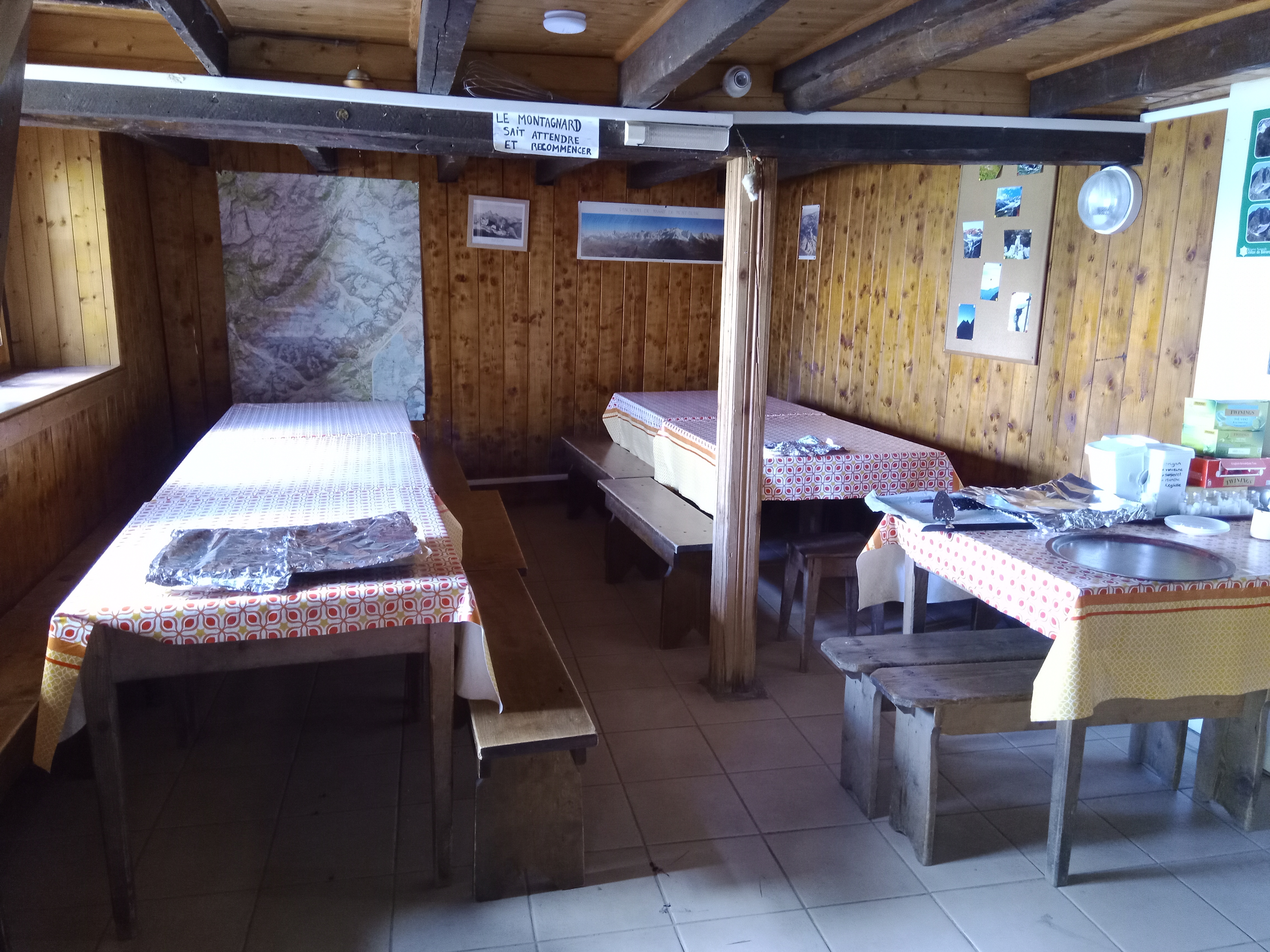
La salle de restauration.
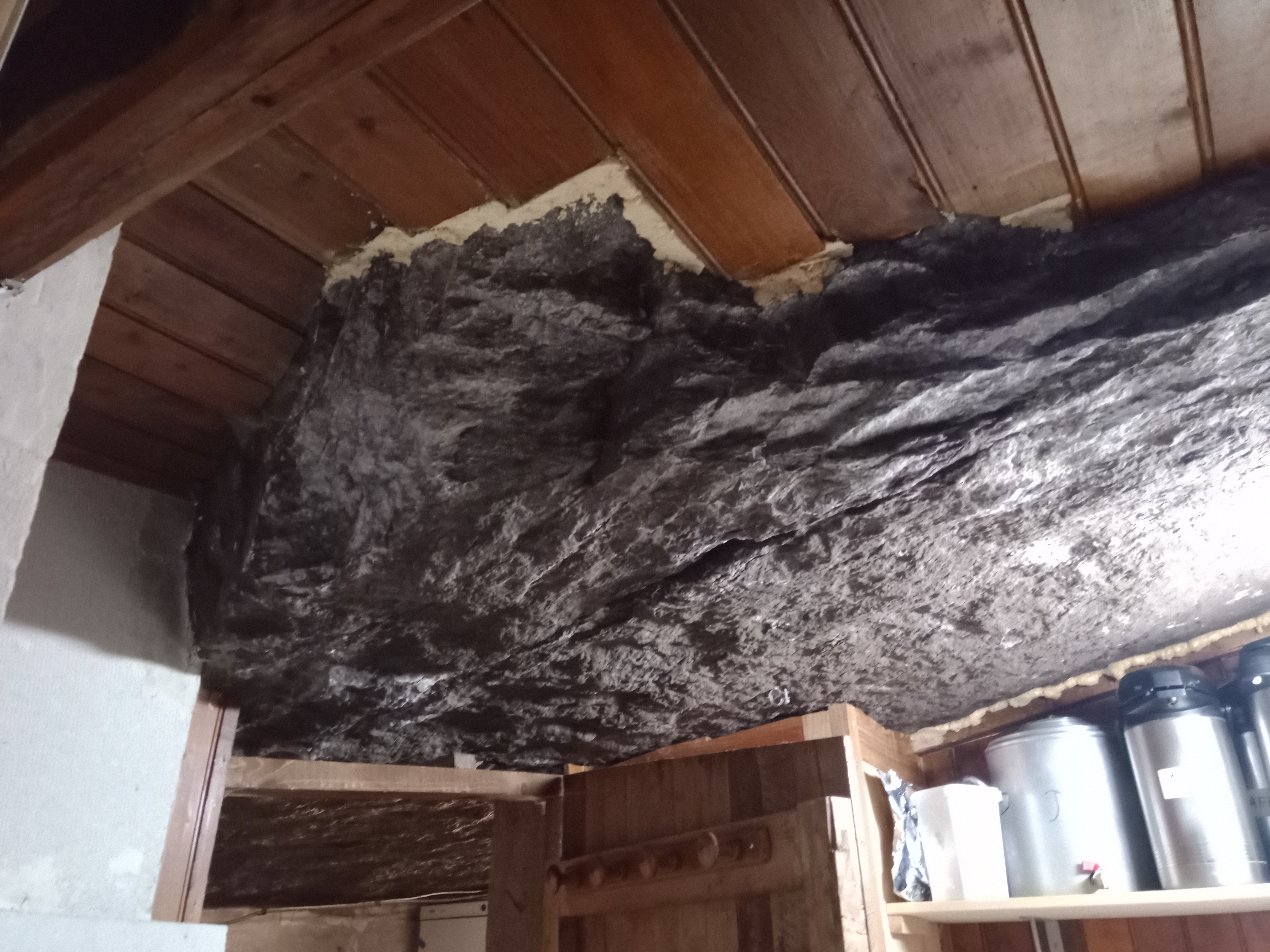
Le rocher visible de l'intérieur du refuge.
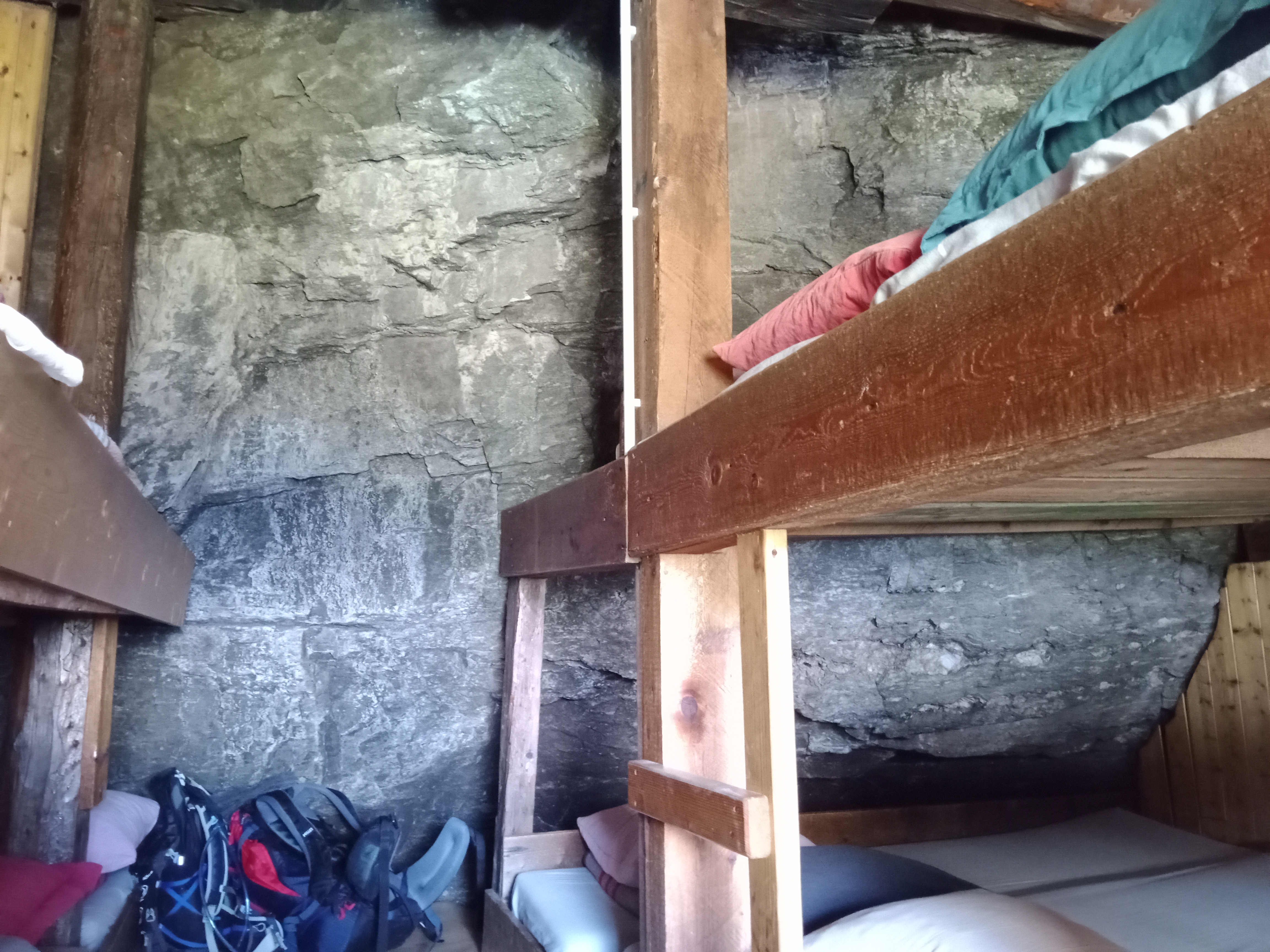
Le refuge dans l'un des dortoirs.